# Citharinus
Genre
Citharinus est un genre de poissons téléostéens de la famille des Citharinidae et de l'ordre des Characiformes.

## Liste d'espèces
Selon FishBase (16 juin 2015):
- Citharinus citharus (Geoffroy Saint-Hilaire, 1809)
- Citharinus congicus Boulenger, 1897
- Citharinus eburneensis Daget, 1962
- Citharinus gibbosus Boulenger, 1899
- Citharinus latus Müller & Troschel, 1844
- Citharinus macrolepis Boulenger, 1899